# Грађанске слободе
Грађанске слободе обухватају основна права загарантована сваком грађанину (право на живот, самоодбрану, праведно суђење, личну имовину, слободу говора, вере и окупљања). Најчешће су дефинисане и заштићене уставом и представљају брану од самовоље власти. Могу се суспендовати током ванредног стања или рата. Данас се дискутује да ли основне грађанске слободе треба да укључе репродуктивна права, право на брак хомосексуалаца и право на поседовање мале количине наркотика за личну употребу.

## Преглед
Многе савремене нације имају устав, повељу о правима или сличне уставне документе који набрајају и настоје да гарантују грађанске слободе. Друге нације су донеле сличне законе путем разних правних средстава, укључујући потписивање и ратификацију или на други начин давање на снагу кључних конвенција као што су Европска конвенција о људским правима и Међународни пакт о грађанским и политичким правима. Постојање неких затражених грађанских слобода је предмет спора, као и обим већине грађанских права. Контроверзни примери укључују имовинска права, репродуктивна права и грађански брак. У ауторитарним режимима у којима владина цензура омета перципиране грађанске слободе, неки заговорници грађанских слобода залажу се за употребу алата за анонимност како би се омогућила слобода говора, приватност и анонимност. Степен у коме су се демократије укључиле треба да узме у обзир утицај тероризма. Питање је да ли постојање злочина без жртава крши грађанске слободе. Друго питање за дебату је суспензија или измена одређених грађанских слобода у време рата или ванредног стања, укључујући да ли и у којој мери то треба да се деси.
Формални концепт грађанских слобода често датира из Магна Карте, енглеске правне повеље договорене 1215. године која је заузврат била заснована на већ постојећим документима, наиме Повељи слобода.

## Азија

### Кина
Устав Народне Републике Кине (који се односи само на континенталну Кину, не и на Хонгконг, Макао и Тајван), посебно његова основна права и дужности грађана, тврди да штити многе грађанске слободе. Тајван, који је одвојен од континенталне Кине, има свој Устав.
Иако устав из 1982. гарантује грађанске слободе, кинеска влада обично користи клаузуле о „субверзији државне власти“ и „заштити државних тајни“ у свом законском систему да затвори оне који критикују Комунистичку партију Кине (КПК) и државне вође.

### Индија
Основна права — садржана у трећем делу устава — гарантују слободе тако да сви Индијци могу да живе у миру као грађани Индије. Шест основних права су право на једнакост, право на слободу, право против експлоатације, право на слободу вероисповести, културна и образовна права и право на уставне правне лекове.
Сви људи, без обзира на расу, веру, касту или пол, имају право да се обрате Вишим судовима или Врховном суду ради спровођења својих основних права. Није неопходно да оштећени то мора учинити. У јавном интересу свако може у њихово име покренути судски спор. Ово је познато као „парница од јавног интереса”. Судије Вишег и Врховног суда такође могу самостално да делују на основу медијских извештаја.
Основна права истичу једнакост гарантујући свим грађанима приступ и коришћење јавних институција и заштите, без обзира на њихово порекло. Права на живот и личну слободу важе за особе било које националности, док се друга, као што је слобода говора и изражавања, примењују само на држављане Индије (укључујући нерезидентне држављане Индије). Право на једнакост у питањима јавног запошљавања не може се дати прекоморским држављанима Индије.
Основна права првенствено штите појединце од било каквих произвољних поступака државе, али нека права се могу спровести и против приватних лица. На пример, устав укида недодирљивост и забрањује бегар. Ове одредбе делују као провера како државног деловања, тако и поступака приватних лица. Основна права нису апсолутна и подлежу разумним ограничењима која су неопходна за заштиту националног интереса. У случају Кесавананда Барати против државе Керала, Врховни суд је одлучио да се све одредбе устава, укључујући основна права, могу изменити.